# Es Coscolls
Es Coscolls és un indret i redol de cases situat entre els termes de Marratxí i Santa Maria del Camí, just a l'entrecreuament del Camí de Muro (també Camí des Pou des Coll) i la carretera de Sencelles.
L'indret ja és documentat en el s. XVII com es Coscollar (1639), ja que a la zona hi ha abundants coscolls (Quercus coccifera). Molt a prop hi la Pota del Rei en Jaume, on la tradició popular explica uns petits cocons a la roca com les petjades del cavall fabulós del rei Jaume I. Sa Pota del Rei va ser escapçada per unes obres del camí a la primera meitat del s. XX.